# 中国2010年上海世界博览会德国馆
31°11′09″N 121°28′30″E / 31.1858574°N 121.4750147°E
中国2010年上海世界博览会德国馆是2010年上海世博会上代表德国的展馆，位于世博园区C片区，占地面积为6000平方米。德国馆的主题为“和谐都市”（balancity），由英文单词“平衡”（balance）和“城市”构成。
德国馆由四大建筑主体组成，每一个单体看起来似乎并不平稳，但整体上却显示出了一种和谐和平衡。其内部由海港新貌、动感隧道、未来规划室、人文花园、发明档案馆、欢乐剧场、活力广场和动力之源等部分组成。其中最主要的“动力之源”展厅是一个金属巨球，直径3米、重1.2吨，同时装有40万个发光二极管。当有外来的声响时，他会进入摆动状态， 同时显示各种影像。